# کودای ساتو
کودای ساتو (انگلیسی: Kodai Sato؛ زادهٔ ۲۴ اوت ۱۹۸۵) بازیکن فوتبال اهل ژاپن است.